# 坂本新太郎
坂本新太郎（さかもとしんたろう、1937年（昭和12年）1月2日 - ）は、大阪芸術大学環境デザイン学科(現:建築学科環境デザイン）教授。博士。技術士。（財）都市緑化技術開発機構理事長・創設者（現：都市緑化機構）。特定非営利活動法人 環境再生 理事長。島根県出身。
1960年、千葉大学園芸学部造園学科卒業。建設省に入省し都市局都市計画課他を経て1985年建設省公園緑地課長、国際花と緑の博覧会協会政府苑副苑長、1988年建設大臣官房審議官を歴任。
1991年第13回日本公園緑地協会北村賞。1996年英国王立キュー植物園「日本庭園ゾーン勅使門修復及び日本庭園築造工事プロジェクト」の総合プロデューサー。2008年（平成20年）秋の叙勲で瑞宝中綬章受章。2011年（平成23年）第29回上原敬二賞受賞。2010年英国ハマースミスパーク（Hammersmith Park）・日本庭園修復プロジェクト総合プロデュース。
『日本の都市公園 その整備の歴史』（「日本の都市公園」出版委員会、インタラクション、2005年）『環境都市計画事典』（朝倉書店）